# کلالوک (واشینگتن)

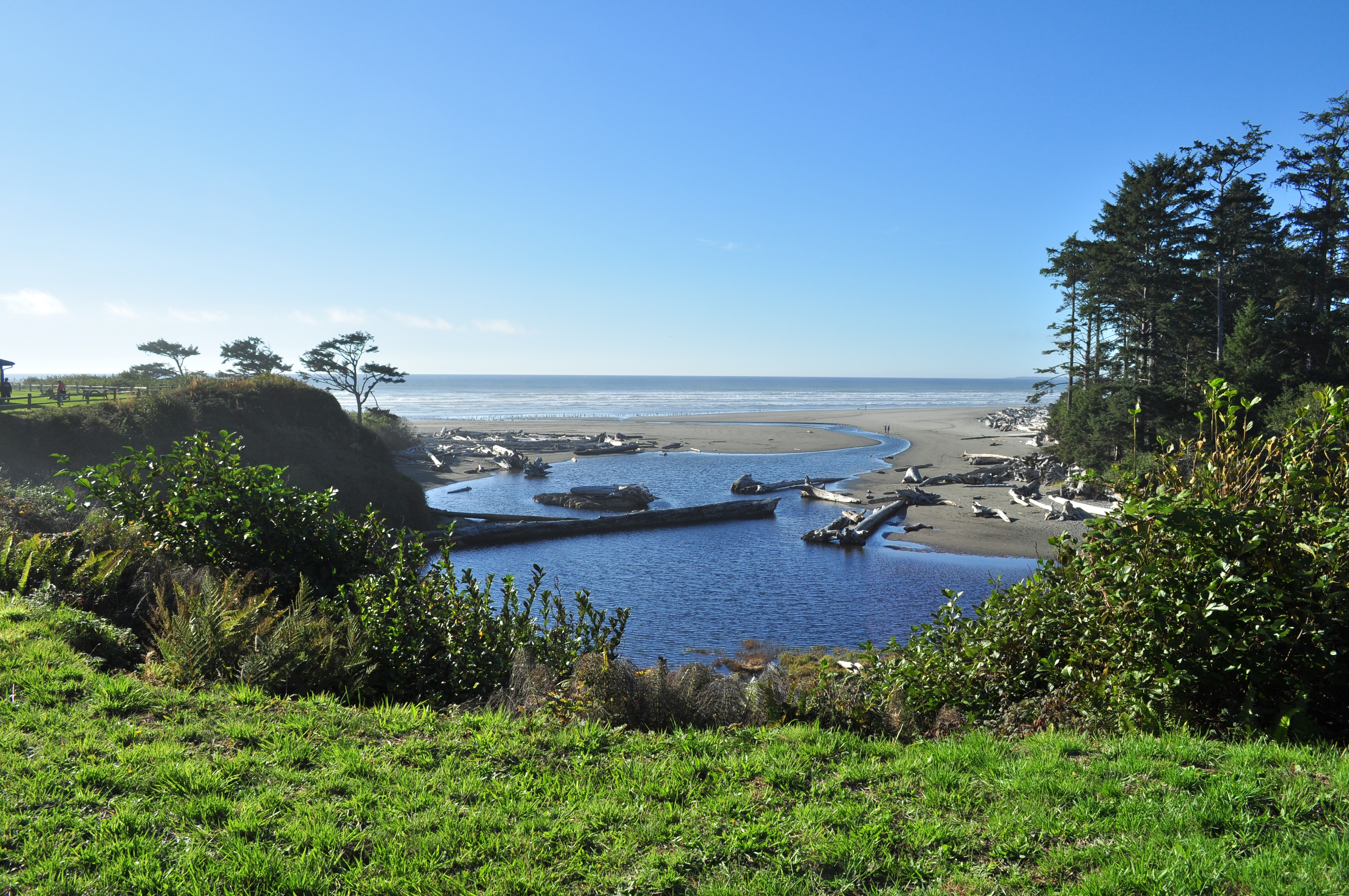
کلالوک کریک

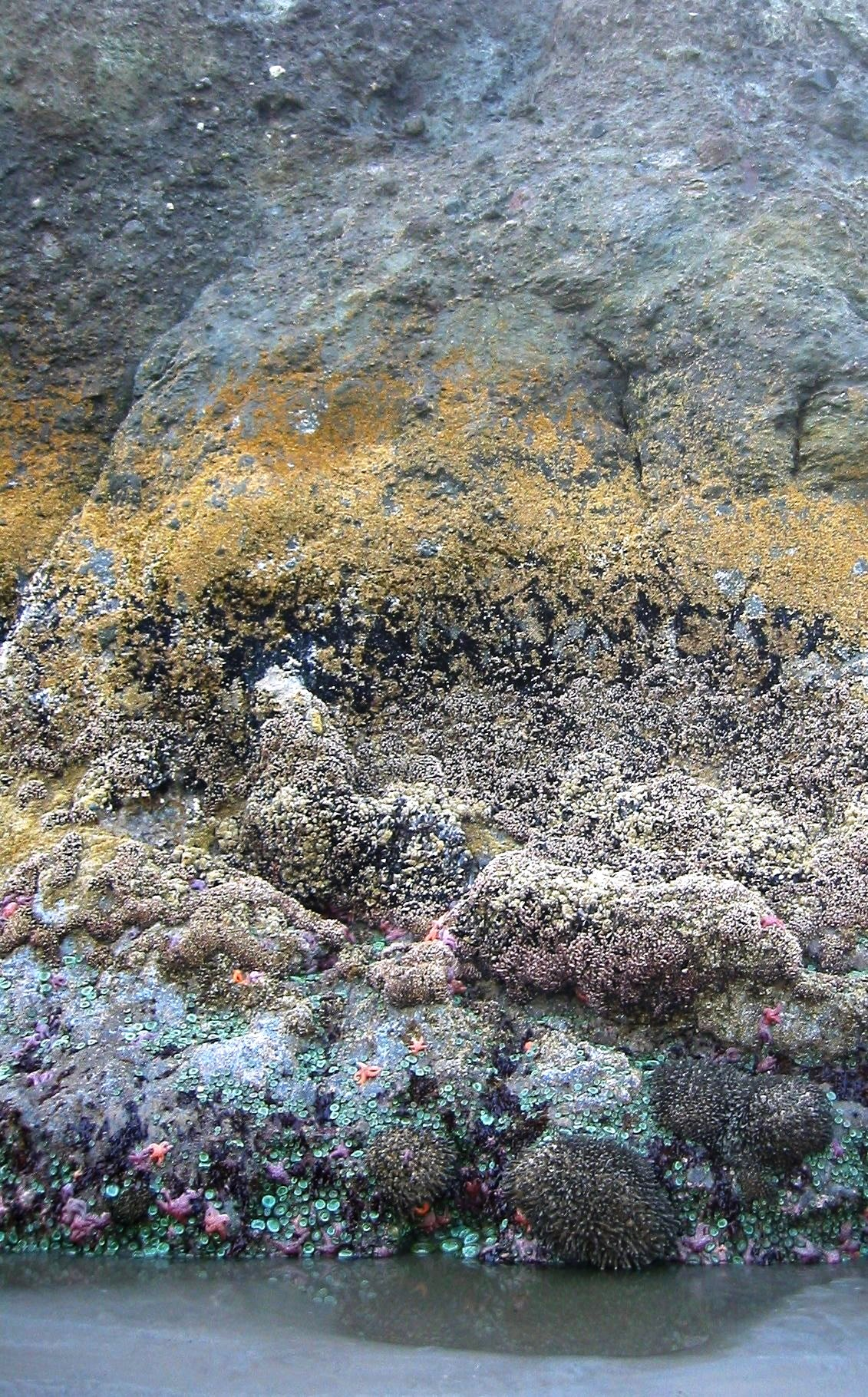
Intertidal zones

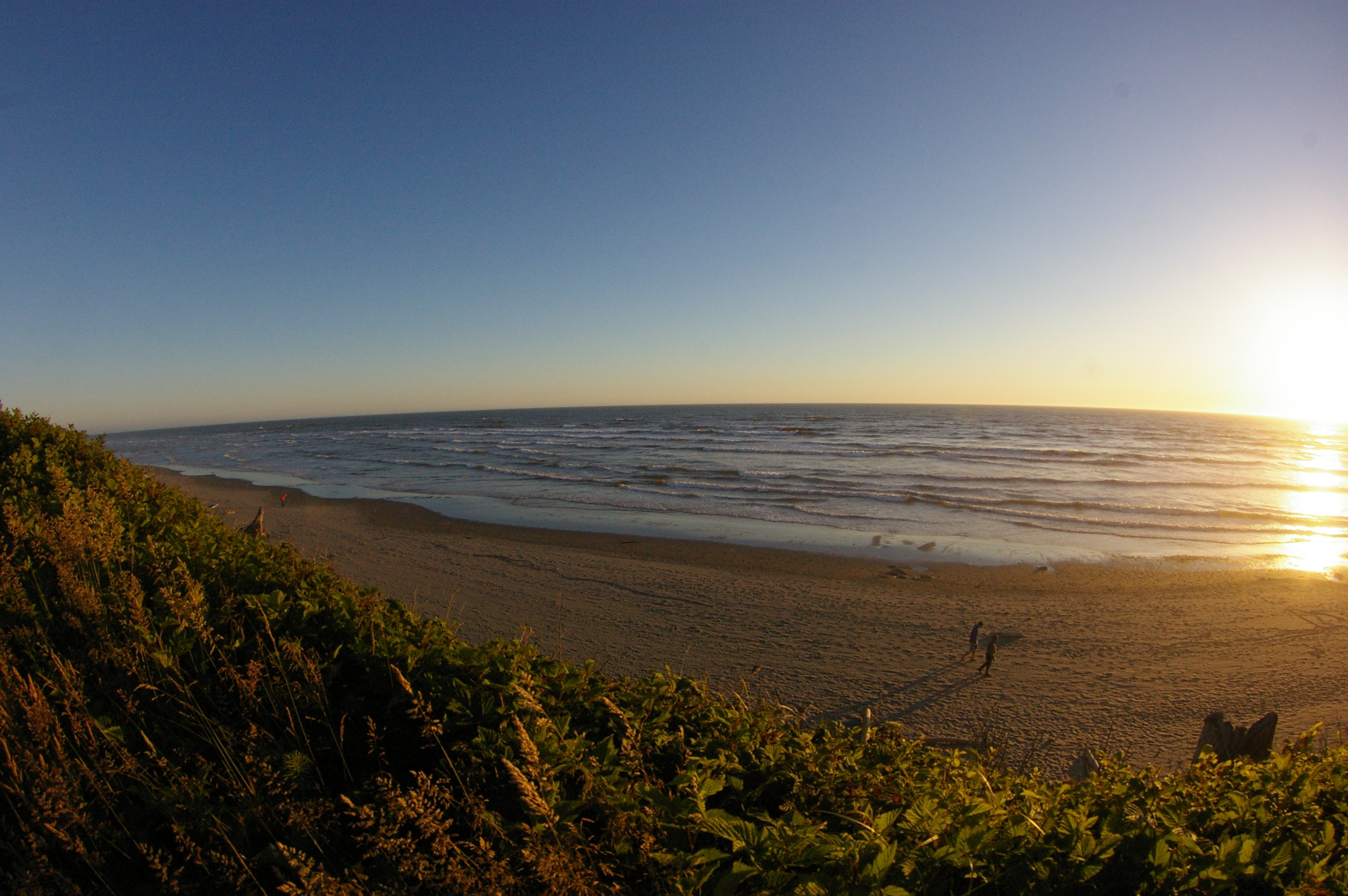
ساحل کلالوک

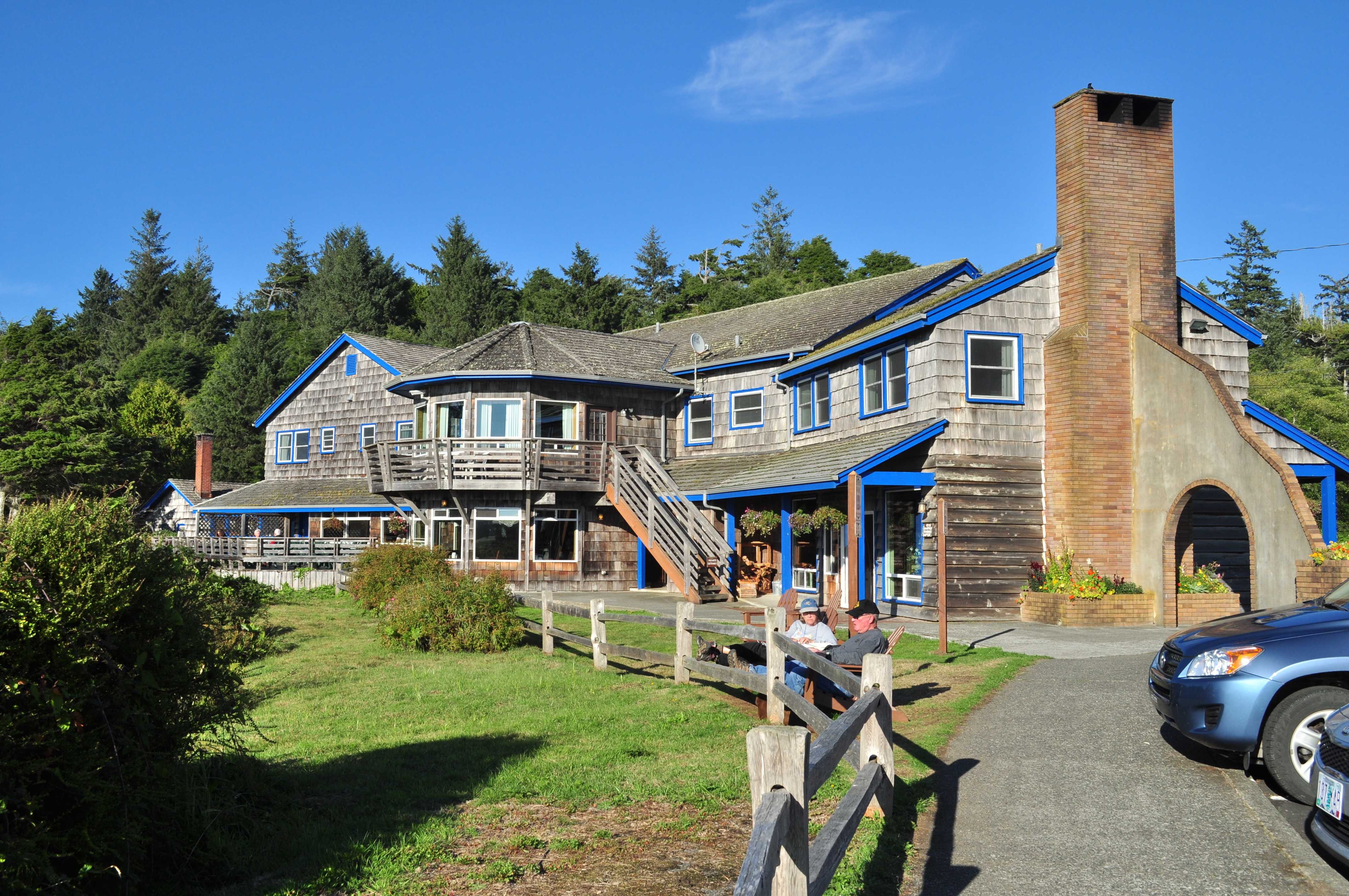
لژ کلالوک

کلالوک، واشینگتن (انگلیسی: Kalaloch, Washington)محدوده ثبت نشده است که تمامی آن در برگرفته پارک ملی المپیک در غرب شهرستان جفرسون درایالت واشینگتن، ایالات متحده آمریکا واقع است.